# گندیدگی کبد
فاسیولوزیس که به نام‌های فاسیو لیازیس، فاسیولازیس، دیستوماتوز فرسایش کبد و گندیدگی کبد نیز نامیده می‌شود در فارسی بنام کپلک کبد گوسفند معروف است. فاسیولوزیس یک بیماری مهم انگلی کرمی است که توسط دو نوع ترماتد به نام‌های فاسیولا هپاتیکا و فاسیولا ژیگانتیکا ایجاد می‌گردد. پراکندگی این دو نوع کرم در نقاط مختلف جهان متفاوت است.
میزبان‌های نهایی این انگل طیف وسیعی دارد و بسیاری از پستانداران علفخوار و انسان را در بر می‌گیرد. حلزون‌های آب شیرین به عنوان میزبان واسط در چرخه زندگی انگل به‌شمار می‌آیند. اخیراً خسارت اقتصادی ناشی از این بیماری در سراسر جهان۳/۲ میلیارد دلار آمریکا برآورد شده‌است. این بیماری اکنون دیگر یکی از بیماری‌های انسان به‌شمار می‌آید و بر اساس اعلام سازمان جهانی بهداشت حدود ۲/۴ میلیون نفر به فاسیولا آلوده بوده و ۱۸۰ میلیون نفر دیگر نیز در خطر آلودگی به آن قرار دارند.

## سبب‌شناسی
فاسیولوزیس توسط دو کرم انگلی ترماتد به نام‌های فاسیولا هپاتیکا و فاسیولا ژیگانتیکا ایجاد می‌شود. فرم بالغ کرمی هر دو انگل در مجاری صفراوی کبد و کیسه صفرا جایگزین می‌شود. فاسیولا هپاتیکا در تمام نقاط دنیا یافت می‌شود و اندازه آن ۲–۳ سانتیمتر است، در حالیکه فاسیولا ژیگانتیکا ۴–۱۰ سانتیمتر طول داشته و پراکندگی آن محدود به نواحی استوایی، خاورمیانه، آفریقا، اروپای شرقی و شرق و جنوب آسیا است.

## پراکندگی جغرافیایی بیماری
این بیماری گسترش جهانی دارد. وقوع فاسیولوزیس، در حیوانات، در جاهایی بیشتر است که تراکم گاو و گوسفند در آن بالا باشد و در مورد فاسیولوز انسانی در کشورهای در حال توسعه، به استثنای غرب اروپا، رخ می‌دهد. وقوع بیماری بیشتر در جاهایی است که شرایط رشد برای میزبان واسط فاسیولا یعنی حلزون‌های آب شیرین مهیا باشد. موارد شیوع حاد بیماری ۲–۳ هفته طول کشیده و اغلب در فصول تابستان و پاییز اتفاق می‌افتد.

### فاسیولوزیس انسانی
مطالعات اخیر فاسیولوزیس انسانی را به صورت یکی از مشکلات مهم در بخش بهداشت عمومی مطرح کرده‌است. وقوع فاسیولوزیس انسانی از کشورهای واقع در قاره‌های آمریکا، اروپا، آسیا، آفریقا و اقیانوسیه گزارش شده‌است و در ۵۱ کشور آمار مبتلایان رو به افزایش بوده‌است. تجزیه و تحلیل قوع بیماری در سطح جهان نشان داده‌است رابطه‌ای که میان وقوع بیماری بین انسان و حیوان مورد انتظار است، در سطح پایینی قرار دارد یعنی موارد شیوع بالای بیماری ضرورتاً در نواحی نیستند که فاسیولوزیس از نظر دامپزشکی مشکل ساز باشد؛ مثلاً در آمریکای جنوبی، در پرو و بولیوی که فاسیولوزیس انسانی حالت اندمیک دارد و تعداد مبتلایان از متوسط به بالا ست، فاسیولوزیس از نظر دامپزشکی اهمیت کمی دارد در حالیکه در کشورهای آرژانتین، اروگوئه و شیلی فاسیولوزیس انسانی وقوع بسیار کم و تک گیر دارد.

#### اروپا
در قاره اروپا فاسیولوزیس انسانی عمدتاً در کشورهای فرانسه، پرتغال، اسپانیا و شوروی سابق رخ می‌دهد. فرانسه یکی از مناطق مهم رخداد بیماری به‌شکل اندمیک است. در بین سال‌های ۱۹۷۰ تا ۱۹۸۲ میلادی تعداد ۵۸۶۳ مورد ابتلا به فاسیولوزیس انسانی در ۹ بیمارستان فرانسه ثبت شده‌است. در شوروی سابق تقریباً تمام موارد گزارش شده مربوط به جمهوری تاجیکستان بودند. در چندین مقاله به وقوع بیماری در کشور ترکیه اشاره شده‌است و اخیراً طرح پایش سرمی این بیماری در برخی مناطق این کشور به مورد اجرا گذاشته شد. در سایر کشورهای اروپایی وقوع بیماری به صورت تک گیر بوده و اکثراً مربوط به مواردی است که سفری به نواحی اندمیک انجام پذیرد.

#### آمریکای شمالی، مرکزی و جنوبی
وقوع فاسیولوزیس در شمال قاره آمریکا به لااا=بتب و به ندرت اتفاق می‌افتد. در بخش مرکزی این قاره به‌خصوص در کوبا و پورتوریکو این بیماری یکی از مشکلات بهداشت عمومی به‌شمار می‌رود. در جنوب این قاره به‌خصوص در کشورهای بولیوی، پرو و اکوادور فاسیولوزیس مشکلات جدی برای مردم این کشورها ایجاد نموده‌است. در کشورهای برزیل، آرژانتین، اوروگوئه، ونزوئلا و کلمبیا علی‌رغم شیوع گسترده بیماری در گاو، وقوع آن در انسان به صورت تک گیر اتفاق است.

#### آفریقا
بجز بخش شمالی این قاره در بقیه قسمت‌های این بیماری کمتر گزارش شده‌است. بیشترین موارد بیماری از جلگه رود نیل در کشور مصر گزارش شده‌است.

#### آسیا
بیشترین موارد بیماری در آسیا از کشور ایران به‌خصوص استان گیلان گزارش شده‌است. در سایر نقاط قاره بیماری به صورت تک گیر است.

#### استرالیا و اقیانوسیه
در استرالیا وقوع بیماری نادر است. بیماری در نیوزیلند فاسیولوزیس هرگز گزارش نشده‌است.

### فاسیولوزیس در حیوانات
فاسیولوزیس در حیوانات از کشورهای مختلف جهان مکرراً گزارش شده‌است.

## منشأ آلودگی و نحوه انتقال آن به انسان
وقوع بیماری در انسان به وجود میزبان واسط یعنی حلزون آبزی، حیوانات اهلی علفخوار، شرایط آب و هوایی و عادات غذایی انسان بستگی دارد. گاو، گوسفند وبز به عنوان مخازن دایمی بیماری به‌شمار می‌روند. سایر حیوانات نیز به انگل آلوده می‌شوند ولی از نظر انتقال آن به انسان مهم نیستند. با مدفوع به بیرون البته در برخی نقط انتقال بیماری از علفخواران وحشی به انسان گزارش شده‌است.
تخم فاسیولا همراه با مدفوع میزبان نهایی دفع می‌شود. البته تعداد تخم‌ها بسته به فصل سال متغیر است. نوزاد انگل بنام میراسیدیوم از تخم خارج و میزبان واسط یعنی حلزون آبزی را مورد تهاجم قرار می‌دهد یا تخم توسط حلزون بلعیده شده و میراسیدیوم در روده آن آزاد می‌شود. میراسیدیوم در بدن حلزون به سرکر تبدیل شده و از بدن حلزون وارد مرتع شده و در روی گیاهانی که در حاشیه محل‌های تجمع آب در مرتع روییده‌اند تشکیل کیست می‌دهند.
خوردن گیاهان آبزی آلوده به سرکر، موجب آلودگی انسان به این انگل می‌شود. چون سرکرهای فاسیولا هپاتیکا در سطح آب نیز کیست تشکیل می‌دهند، نوشیدن آب تصفیه نشده نیز می‌تواند موجب آلودگی انسان گردد. پس از ورورد به بدن متاسرکرها از کیست خارج شده و شروع به مهاجرت در داخل بدن می‌نمایند. همچنین تحقیقات تجربی نشان داده‌است که خوردن غذاهای تهیه شده از کبد خام آلوده به انگل‌های نابالغ می‌تواند باعث آلودگی انسان گردد.

### نحوه انتقال به بدن حیوانات
کاملاً نظیر آنچه که در مورد انسان گفته شد است و تغذیه از گیاهان مرتعی که در حاشیه منابع آبی روییده‌اند موجب آلودگی علفخواران به انگل می‌شود.

## میزبانهای واسط
میزبان‌های واسط فاسیولا هپاتیکا اغلب حلزون‌های آبزی متعلق به خانواده لیمنه ایده lymnaeidae می‌باشند. گاهی حلزون‌های آبزی خانواده پلانوربیده نیز به عنوان میزبان واسط فاسیولا هپاتیکا عمل کرده‌اند.

## بیماریزایی
ایجاد عفونت در میزبان نهایی شامل دو مرحله است: مرحله پارانشیمال (مهاجرتی) و مرحله صفراوی. مرحله پارانشیمال با خروج کرم‌های نابالغ (سرکر) از کیست و سوراخ کردن دیواره روده توسط آن‌ها شروع می‌شود. کرم‌ها پس از سوراخ کردن دیواره روده به حفره شکمی وارد شده و از این طریق خود را به کبد و سایر اندام‌های احشایی می‌رسانند. فاسیولا هپاتیکا تمایل زیادی به بافت کبدی دارد ولی گاهی می‌توان آن را در اندام‌های غیرمعمول نظیر کلیه، دیواره روده، ریه و حتی زیر پوست نیز پیدا کرد. در جریان مهاجرت کرم در داخل کبد، بافت کبد منهدم شده و در مسیر مهاجرت کرم‌های نابالغ واکنش التهابی رخ می‌دهد. مرحله دوم یا مرحله صفراوی با رسیدن کرم‌های نابالغ به مجاری صفراوی آغاز می‌شود. در مجاری صفراوی کرم‌های نابالغ به کرم بالغ تبدیل شده و از خون تغذیه می‌نمایند و شروع به تخمگذاری می‌کنند. در نتیجه آسیب بافتی و انسداد مجرای صفراوی، عارضه بزرگ شدن (هیپرتروفی) مجاری صفراوی رخ می‌دهد.

## علایم درمانگاهی

### انسان
علایم بیماری در انسان شامل چهار مرحله است:
- مرحله کمون: از بلع متاسرکر تا ظهور اولین علایم است که بسته به تعداد متاسرکر بلعیده شده و وضعیت سیستم ایمنی میزبان از چند روز تا سه ماه طول می‌شکد.
- مرحله حاد یا تهاجمی: این مرحله تا مهاجرت کرم‌های نابالغ به مجاری صفراوی طول می‌کشد. علایم این مرحله ناشی از تخریب بافت کبدی و پرده صفاق توسط کرم‌های نابالغ است که باعث ایجاد واکنش‌های مسمومیتی و آلرژیک موضعی یا عمومی می‌گردد. علایم اصلی این مرحله عبارتند از:
  - تب ۴۰–۴۲ درجه سانتی گراد که معمولاً اولین علامت بیماری است که ظاهر می‌شود.
  - درد در ناحیه شکم
  - اختلالات دستگاه گوارش نظیر اسهال، تهوع و نفخ شکم
  - کهیر
  - علایم تنفسی (بندرت اتفاق می‌افتد) نظیر سرفه، تنگی نفس، خلط خونی
  - بزرگ شدن کبد و طحال
  - آب آوردگی شکم
  - کمخونی
  - یرقان
- مرحله نهفته : از ماه‌ها تا سال‌ها ممکن است طول بکشد. انگل‌ها اغلب معمولاً هنگام بررسی خانواده افراد بیمار کشف می‌شوند.
- مرحله مزمن یا انسدادی: این مرحله ممکن است ماه‌ها تا سال‌ها پس از عفونت اولیه فرا رسد. انگل‌های ابلغ داخل مجاری صفراوی باعث ضخیم شدن و التهاب اپی تلیوم مجاری صفراوی می‌شوند؛ بنابراین التهاب کیسه صفرا و التهاب مجاری صفراوی به همراه پیکر بزرگ انگل برای انسداد مکانیکی مجاری صفراوی کافی هستند. در این مرحله احساس درد در ناحیه بالایی- میانی شکم (زیر قفسه سینه)، عدم تحمل غذاهای چرب، تهوع، یرقان، خارش تظاهرات درمانگاهی هستند که از علایم بیماری‌های التهاب مجاری صفراوی، التهاب کیسه صفرا و سنگ‌های صفراوی به سایر علل، غیرقابل تفریق است. بزرگ شدن کبد ممکن است همراه با بزرگ شدن طحال و آب آوردگی شکم باشد. در صورت انسداد مجاری، کیسه صفرا بزرگ و ادماتوز شده و دیواره آن ضخیم می‌شود. چسبندگی‌های فیبرینی کیسه صفرا به سایر اندام‌ها معمول است. تشکیل سنگ در کیسه صفرا رایج بوده و معمولاً سنگ‌ها به تعداد زیاد و کوچک می‌باشند.

### حیوانات

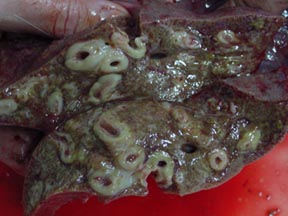
هیپرتروفی مجاری صفراوی کبد بز ناشی از فاسیولا هپاتیکا)

شدت علایم همیشه رابطه نزدیکی با تعداد متاسرکر بلعیده شده دارد. در گوسفند که معمولترین میزبان نهایی انگل به‌شمار می‌رود علایم درمانگاهی به چهار دسته تقسیم می‌شوند:
- فاسیولوزیس حاد نوع اول: دز عفونت زای انگل بیش از ۵۰۰۰ متاسرکر بلعیده شده‌است. گوسفند بدون علایم قبلی تلف می‌شود. آب آوردگی شکم، خونریزی در ناحیه شکم، زردی، رنگ پریدگی مخاطات و ضعف از جمله علایم کالبدگشایی مشاهده شده می‌باشند.
- فاسیولوزیس حاد نوع دوم: دز عفونت زای انگل ۱۰۰۰–۵۰۰۰ متاسرکر بلعیده شده‌است. گوسفند مدت کوتاهی پس از ظهور علایم رنگ پریدگی مخاطات، تحلیل وضعیت بدنی و آب آوردگی شکم می‌میرد.
- فاسیولوزیس تحت حاد: دز عفونت زای انگل ۱۰۰۰–۸۰۰ متاسرکر بلعیده شده‌است. گوسفند بیحال و کمخون بوده و ممکن است لف شود. کاهش وزن اصلی‌ترین علامت مشاهده شده‌است.
- فاسیولوزیس مزمن: دز عفونت زای انگل ۸۰۰–۲۰۰ متاسرکر بلعیده شده‌است. اینحالت بدون علامت بوده یا علایمی نظیر تشکیل تدریجی بطری زیر فکی، آب آوردگی شکم، لاغری و کاهش وزن مشاهده می‌شود.

در آزمایش خون، کمخونی، کاهش آلبومین خون و افزایش تعداد ائوزینوفیل‌ها (ائوزینوفیلی) در انواع حالات فاسیولوز مشاهده می‌گردد. افزایش فعالیت آنزیم‌های کبدی نظیر گلوتامات دهیدروژناز(GLDH)، گاما گلوتامیل ترانسفراز (GGT) و لاکتات دهیدروژناز(LDH) در فرم‌های تحت حاد یا مزمن بیماری از ۱۲–۱۵ هفته پس از بلع متاسرکرها مشاهده می‌شود. خسارات اقتصادی بیماری در گوسفند شامل مرگ ناگهانی، کاهش وزن و کاهش تولید پشم است. علایم درمانگاهی در بز و گاو مشابه گوسفند است. با این وجود در گاو مقاومت اکتسابی نسبت به فاسیولا هپاتیکا مشاهده می‌شود. گوساله‌ها نسبت به فاسیولوزیس حساس می‌باشند ولی بیش از ۱۰۰۰ متاسرکر لازم است تا شکل درمانگاهی بیماری ایجاد شود. در این صورت علایم درمانگاهی مشابه گوسفند یعنی کاهش وزن، کمخونی، کاهش آلبومین خون و (پس از آلودگی با حدود ۱۰۰۰۰ متاسرکر) مرگ رخ می‌دهد. اهمیت اقتصادی بیماری در گاو به ضبط کبد گاو در بازرسی پس از کشتار و کاهش وزن حیوان مربوط است. اسپورهای باکتری بنام «کلستریدیوم نوای نوع بی» در گوسفند و گاهی در گاو در بافت‌های تخریب شده توسط انگل شروع به رویش کرده و تکثیر باکتری موجب ترشح سم بداخل جریان خون و بیماری سیاه مرض می‌شود. این بیماری درمانی نداشته و مرگ سریع حبوان را در پی دارد. با وجود اینکه کلستریدیوم نوای همواره در محیط حضور دارد، سیاه مرض در مناطقی بروز می‌کند که جمعیت گوسفند و کرم کپلک کبد بالا باشد.

## مقاومت به بیماری
ایجاد مقاومت نسبت به عفونت انگلی توسط چندین محقق در گونه‌های مختلف حیوانی مطالعه شده‌است. این مطالعات به درک بهتر پاسخ ایمنی به فاسیولا هپاتیکا کمک کرده و برای ساخت واکسن علیه آن ضروری است. وجود مقاومت اکتسابی در گاو و موش رت گزارش شده‌است. ولی گوسفند وبز نسبت به عفونت مجدد حساس می‌باشند. هیچ گزارشی مبنی بروز مقاومت نسبت به عفونت در انسان در دسترس نیست.

## تشخیص
معمولترین روش تشخیص بیماری در انسان، مشاهده تخم فاسیولا در مدفوع است که ارزش تشخیصی زیادی ندارد زیرا علایم کلینیکی مدت‌ها قبل از ظهور تخم در مدفوع به وجود می‌آیند. بعلاوه در صورت مصرف کبد آلوده به عنوان غذا ممکن است تخم در مدفوع مشاهده شود که نتیجه آزمایش مثبت کاذب است و در حقیقت عفونت انگلی در بدن فرد وجود ندارد و ناشی از رژیم تغذیه‌ای اوست. در سال‌های اخیر روش‌های سرولوژیک برای تشخیص بیماری ایجاد شده‌است که میزان استفاده از آن‌ها برای تشخیص بیماری کمتر است. یافته‌هایی نظیر وجود ائوزینوفیلی و افزایش میزان آنزیم‌های کبدی نیز به تأیید تشخیص کمک می‌کنند.
در حیوانات نیز عمده‌ترین روش تشخیصی آزمایش مدفوع برای تشخیص تخم انگل در مدفوع است که به‌هرحال برای تشخیص بیماری باید سایر یافته‌های کالبدگشایی، بیوشیمی وخون‌شناسی، تاریخچه، فصل، وضعیت آب و هوایی و وجود انگل در حلزون‌های منطقه را مد نظر قرار داد. مهم‌ترین یافته‌های کالبدگشایی شامل تورم کبد، خونریزی زیر کپسول کبد، وجود مسیرهای مهاجرت لارو انگل در بافت کبد است. بعلاوه باید به یاد داشت که در فرم حاد بیماری در گوسفند معمولاً تخم در مدفوع مشاهده نمی‌شود و فقط در فرم‌های تحت حاد یا مزمن مقدار زیادی تخم در مدفوع دیده می‌شود. در حیوانات نیز روش‌های سرولوژیک از جمله آزمایش‌های الایزا برای تشخیص بیماری ایجاد شده‌است که وجود عفونت را بسیار زود یعنی ۲–۴ هفته بعد ایجاد عفونت، تشخیص می‌دهند.

## درمان و پیشگیری

### در انسان
تریکلا بندازولTRICLABENDAZOLE معمولترین داروی مورد استفاده برای درمان فاسیولوزیس در انسان است.

### در حیوان
داروهای مختلفی در حیوانات برای کنترل بیماری بکار می‌روند که از نظر قدرت تأثیر، قیمت و مکانیسم اثر با هم تفاوت دارند. این داروها به پنج دسته تقسیم می‌شوند:
1. فنل‌های هالوژنه نظیر: بیتیونول[۵]
2. سالیسیلانیلیدها:[۶] نظیر کلوزانتلclosantel و رافوکسانایدrafoxanide
3. بنزیمیدازولها[۷] نظیر تریکلابندازولtriclabendazole، آلبندازولAlbendazole و مبندازولMebendazole
4. سولفانامیدها:[۸] کلرسولونClorsulon
5. فنوکسی آلکانها[۹] نظیر دیامفنتیدDiamphenitide

از میان داروهای فوق تریکلابندازول بیشتر استفاده می‌شودزیرا هم بر فرم بالغ و هم بر فرم نابالغ انگل مؤثر است ولی گزارش‌هایی مبنی بر بروز مقاومت نسبت به دارو در انگل در صورت استفاده طولانی مدت از آن نیز وجود دارد.